# Hibiscus hirtus
Hibiscus hirtus är en malvaväxtart som beskrevs av Carl von Linné. Hibiscus hirtus ingår i Hibiskussläktet som ingår i familjen malvaväxter. Inga underarter finns listade i Catalogue of Life.

## Bildgalleri

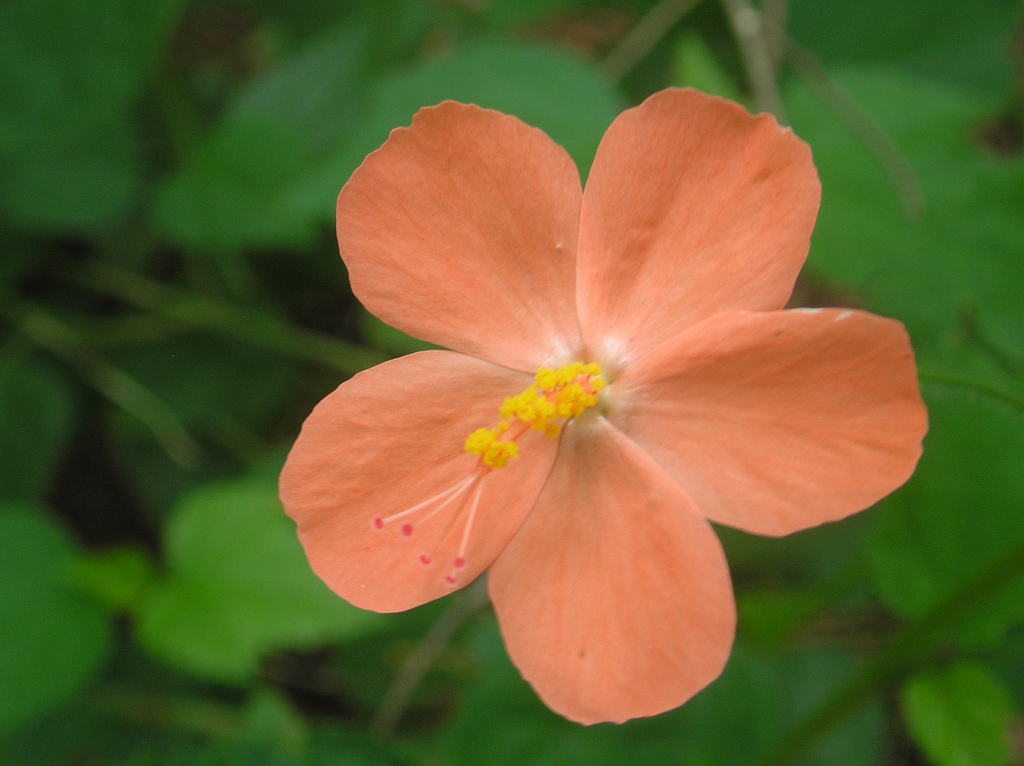
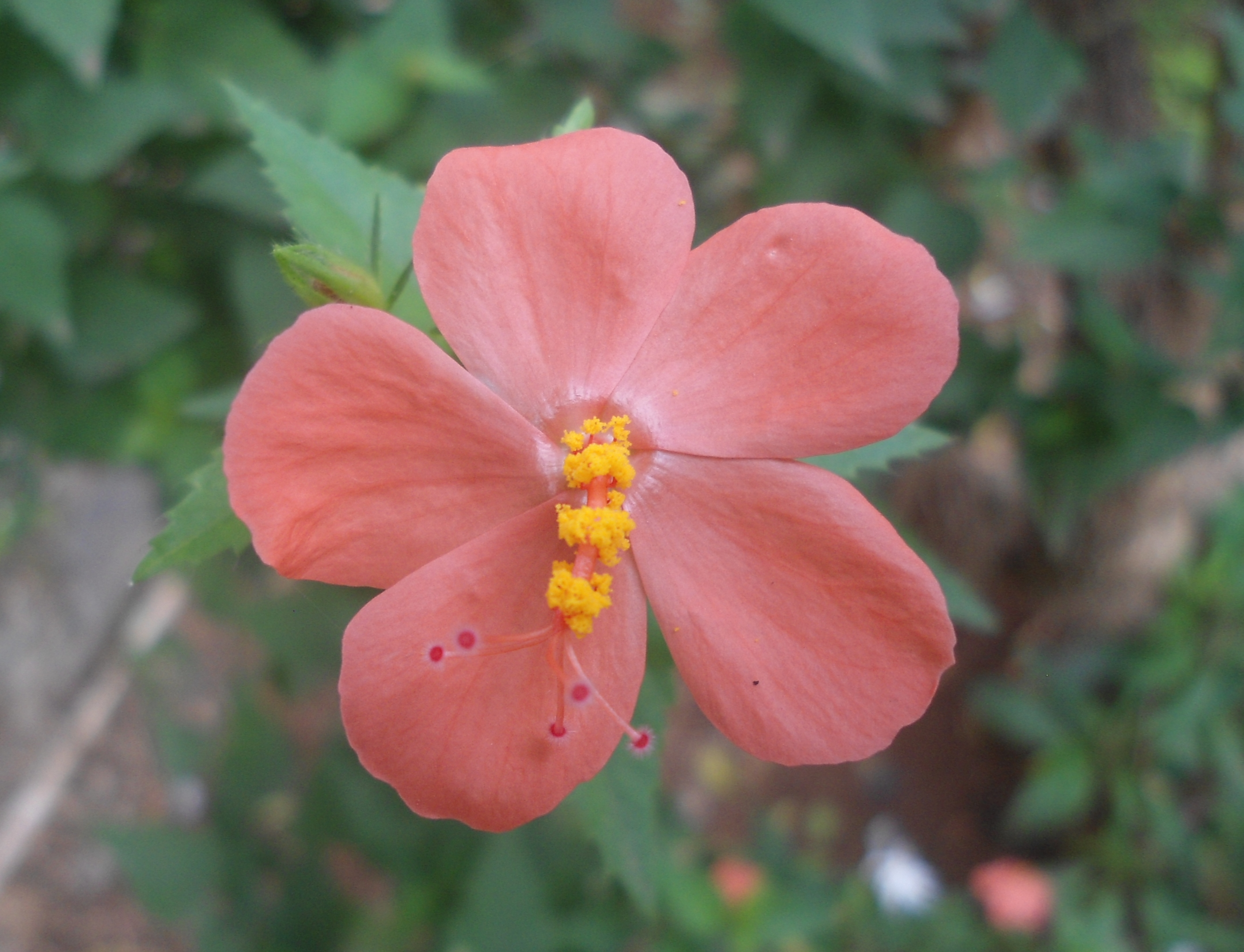
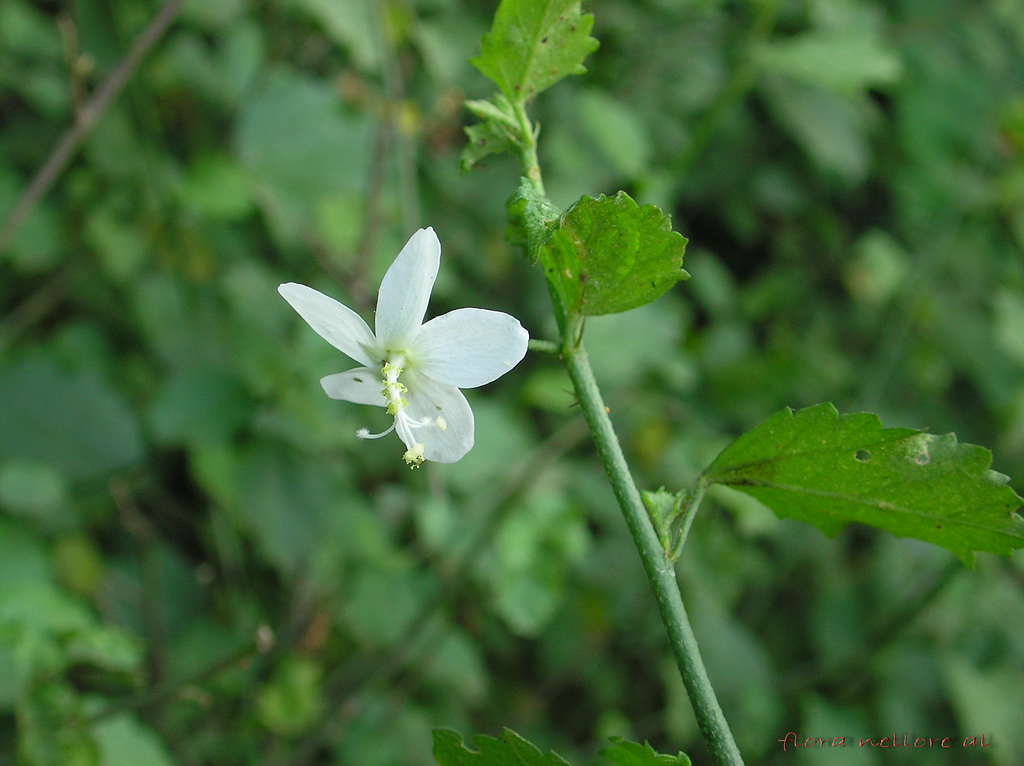
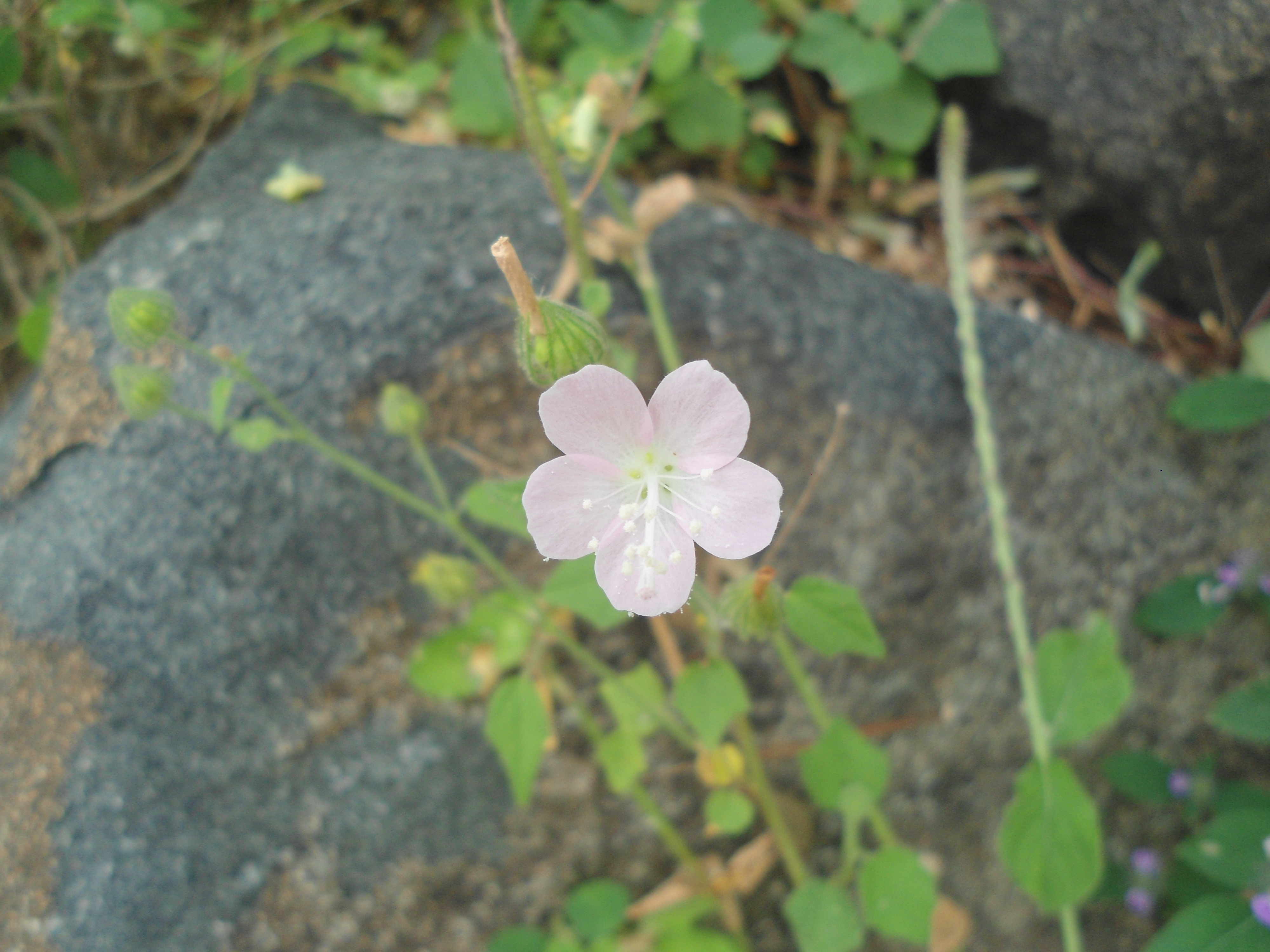